# شمال غربی (حوزه ایسلند)
شمال غربی (به لاتین: Northwest) یک منطقهٔ مسکونی در ایسلند است که در ایسلند واقع شده‌است. شمال غربی ۳۰٬۴۹۳ نفر جمعیت دارد.